# Beetzseeheide
Beetzseeheide est une commune allemande de l'arrondissement de Potsdam-Mittelmark, Land de Brandebourg.

## Géographie
Le territoire de Beetzseeheide dans le plateau de Nauen est divisé en deux parties par le Beetzsee : Butzow, Gortz et Ketzür  au nord et Mötzow au sud.
La commune comprend trois quartier : Butzow, Gortz et Ketzür.
|          | Märkisch Luch            |         |
| Havelsee | Beetzseeheide            | Päwesin |
| Beetzsee | Brandebourg-sur-la-Havel | Roskow  |

## Histoire
Mötzow est mentionné pour la première fois en 1161 sous le nom de Mukzowe, Gortz en 1313 sous le nom de Gardyz. Butzow et Kützkow sont mentionnés en 1335 à l'occasion de travaux d'entretien sur des barrages.
À la veille de la réforme des municipalités en 2003, Butzow, Gortz et Ketzür, qui étaient indépendants jusqu'alors, s'unissent pour former Beetzseeheide.

## Personnalités liées à la commune
- Jean Wiersch (né en 1963), écrivain policier